# Gabor Shoes
Die Gabor Shoes AG ist ein deutscher Schuhhersteller mit Hauptsitz in Rosenheim. Die Aktiengesellschaft befindet sich in Familienbesitz.

## Geschichte

### Gründung und Nachkriegszeit
Am 1. Februar 1949 gründete Joachim Gabor (* 1929 in Groß-Strehlitz) mit seinem Bruder Bernhard Gabor (* 1925) die „B. & J. Gabor Damenschuhfabrik“ in Barmstedt bei Hamburg. Dort benutzten sie zunächst eine bestehende Fabrik.
Das erste Modell, das bei Gabor produziert wurde, war der sogenannte „Jedermann“-Schuh, der nach dem Zweiten Weltkrieg die Anforderung hatte, jedem zu passen. Hiervon wurden am Tag zunächst 10 bis 15 Paar produziert. In der Nachkriegszeit stagnierte der Absatz des Modells. 1951 unternahm Bernhard Gabor deshalb eine Informationsreise in die USA und kehrte mit neuen Ideen für das Unternehmen zurück. Daraufhin entwickelten die Brüder den California, einen Drei-Schnallen-Schuh und 1955 Ballerinas, die sich gut verkauften, sodass die Geschäftstätigkeiten ausgebaut wurden. In den 1950er-Jahren erschloss Gabor neue Märkte: Zunächst die deutschsprachigen Länder Österreich und Schweiz, dann Skandinavien und die Benelux-Staaten, später folgten Großbritannien, Russland, die USA, Asien und Osteuropa. So wurde 1960 in Spittal (Österreich) ein eigenes Werk gebaut, auch um in die skandinavischen EFTA-Länder liefern zu können, die durch Zölle abgeschottet waren. Hierfür wurde 1960 die Gabor GesmbH als Tochterunternehmen gegründet. Neun Jahre später wurde das Werk II in Spittal in Betrieb genommen.

### Umzug und Expansion
1966 wurde der Firmensitz nach Bayern verlegt, und Joachim Gabor zog mit 63 Mitarbeiterfamilien nach Rosenheim, um näher an den Lederfabrikanten in Italien und der Gabor-Fabrik in Österreich zu sein. Im selben Jahr starb Bernhard Gabor an einem Herzinfarkt. Für die Mitarbeiter wurden mehrere Wohneinheiten gebaut, die später ein Studentenwohnheim wurden. 1976 eröffnete Gabor ein weiteres Werk in Villach (Österreich). 1990 wurde die Familien-KG in eine GmbH umgewandelt. Anfang der 1990er-Jahre erfolgte in Österreich eine Umstrukturierung der Produktionsstätten. Parallel dazu erfolgten Werksneubauten in Silveiros, Portugal (1991) und in der Slowakei (1997). 1994 gab sich Gabor die Rechtsform einer Aktiengesellschaft. Im selben Jahr trennte sich das Unternehmen von seinen beiden US-Ladenketten. 1998 bot Gabor erstmals auch Herrenschuhe an.

### 2000er-Jahre
Im Jahr 2000 übernahm Gabor von der WBI Worldwide Brands, Inc., Köln, die Schuh-Lizenz für die Marke Camel active und damit die Entwicklung, die Produktion und den Vertrieb dieser Schuhe. Unter der neuen Markenbezeichnung Camel active wurden fortan überwiegend Herrenschuhe verkauft. Hierfür wurde ebenso ein eigener Vertrieb und ein internationaler Außendienst durch die neu gegründete Tochtergesellschaft Gabor Footwear GmbH aufgebaut. Später wurden auch Lizenzen für Gabor Handtaschen, Schuhpflege, Kinderschuhe und Hausschuhe vergeben. 2002 stieg Gabor in das Geschäft mit Taschen, Reisegepäck und Kleinlederwaren ein.
Bis 2005 war Joachim Gabor Vorstandsvorsitzender, ehe er die Leitung des Unternehmens an seinen Sohn Achim übergab, der bereits 2002 in den Vorstand berufen worden war. Joachim Gabor wechselte in den Aufsichtsrat und wurde später zum Ehrenaufsichtsrat berufen. Er verstarb im Jahr 2013.
Im Frühjahr 2009 erwarb Gabor die Markenrechte der spanischen Marke snipe. Seit Dezember 2018 betreibt Gabor einen Online-Marktplatz zur Umsetzung eines kanalübergreifenden Modells, in dem Fachhändler vor Ort in den Vertrieb von Gabor eingebunden werden. 2019 sicherte sich Gabor die Genehmigung, um Gore-Tex verarbeiten zu dürfen, gab aber die Lizenz der Marke Camel active ab.

## Unternehmensstruktur

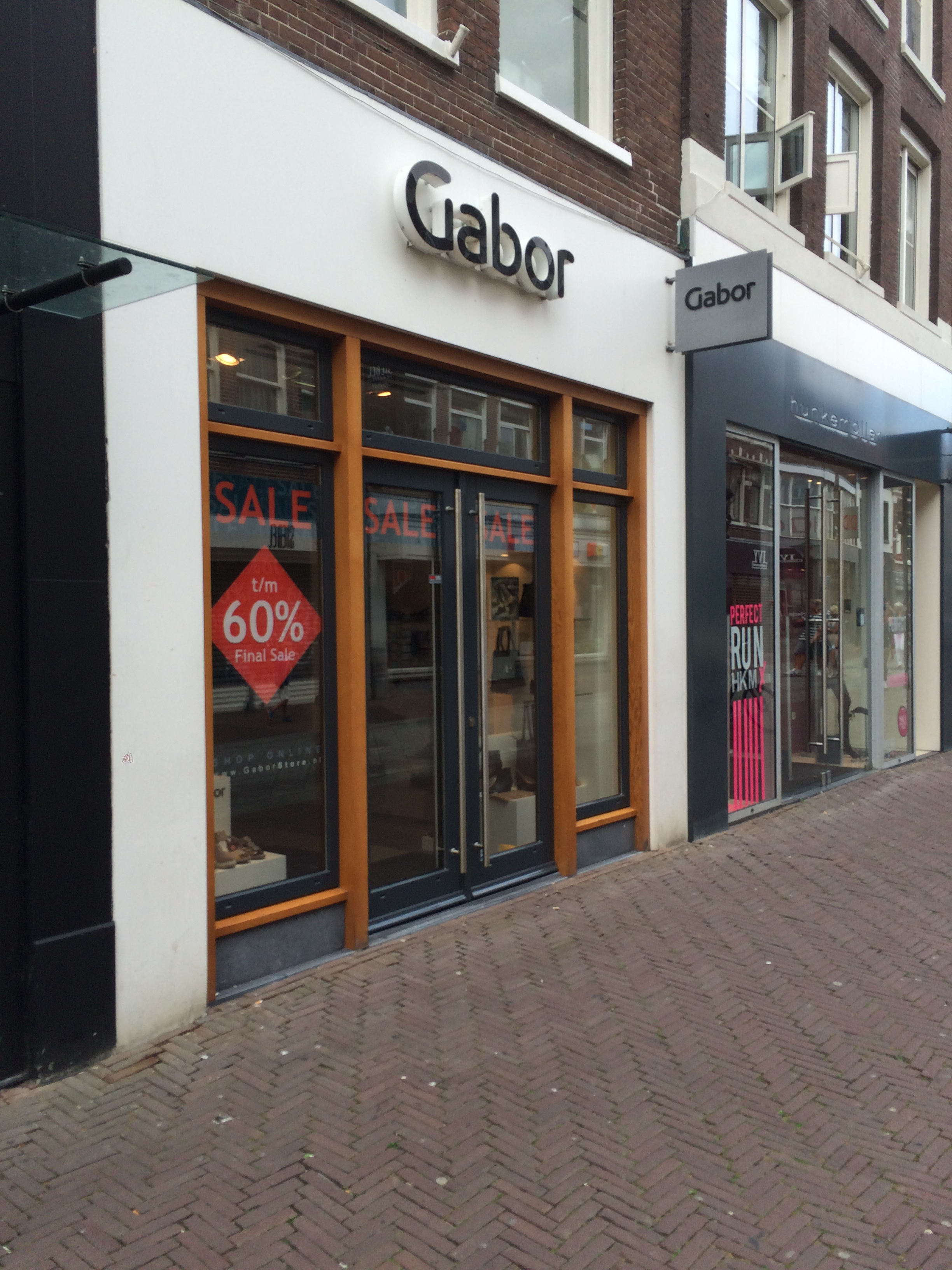
Gabor-Geschäft

Seit 2023 ist Stefan Blöchinger Vorstandsvorsitzender der Gabor Shoes AG. Außerdem im Vorstand sind Peter Bradler und Sascha Negele. Dieter Schenk ist Vorsitzender des Aufsichtsrates.
2021 erwirtschaftete das Unternehmen einen Umsatz von 264,8 Mio. Euro und beschäftigte über 2500 Mitarbeiter, 395 davon in seiner Zentrale in Rosenheim. 2022 verkaufte Gabor 6,7 Mio. Paar Schuhe. Gabor zählt laut Fachmagazin Shoez zu einer der bekanntesten Schuhmarken – vor allem der Damenschuhmarken – Deutschlands.
Die Produkte von Gabor werden hauptsächlich in Werken in Portugal und der Slowakei gefertigt, manche Schuhtypen werden in Asien gefertigt. Der größte Standort ist die Slowakei. Das zentrale Logistikzentrum ist in Mindelheim. Von dort werden Gabors Produkte in rund 60 Länder weiterversendet. Es können von dort pro Jahr bis zu zehn Millionen Paar Schuhe abgewickelt werden.
International betreibt Gabor knapp 400 Läden oder Shop-in-shops, sogenannte „Shop and Store“ Konzepte (Stand: 2019). Zudem bedient das Unternehmen mehrere tausend stationäre und Online-Handelspartner in über 60 Ländern.

## Produkte
Gabor entwickelt, produziert und vertreibt hauptsächlich Schuhe. Es werden je Saison mehrere hundert Modelle entwickelt, die in über 2000 Varianten verfügbar sind. Gabor hat 15 verschiedene Größen im Angebot. In allen Werken werden täglich mehrere zehntausend Paar Schuhe hergestellt. Herrenschuhe werden seit 2020 unter der Marke Pius Gabor vertrieben.

## Auszeichnungen
- 2016: Auszeichnung mit dem Siegel „Königsklasse“ von der Stiftung Familienunternehmen[32]
- 2018: „Drapers Footwear Award“ in der Kategorie „Schuhe Mainstream“ der British Footwear Association[33]
- 2019: Prädikat „Exzellente Nachhaltigkeit“ des F.A.Z.-Instituts der Frankfurter Allgemeinen Zeitung[34][35]
- 2020: Auszeichnung als „innovativste Schuhhändler“ von Focus Money[36]
- 2020: Auszeichnung als „Digital Hidden Champion“ des F.A.Z.-Instituts[36]
- 2020: Auszeichnung als einer der drei besten Online-Shops der Branche vom Handelsblatt[36]
- 2021: Zwei Awards mit der Bestnote „Besonders nachhaltig“ in der Studie „Nachhaltigkeit“ von Deutschlandtest und Focus Money[37]
- 2022: Award mit der Bestnote „Besonders nachhaltig“ in der Studie „Nachhaltigkeit“ von Deutschlandtest und Focus Money[38]
- 2023: Rang 774 im Ranking „Top-Familienunternehmen in Deutschland“ von Die Deutsche Wirtschaft[39]

## Belege
1. 1 2 3 4 5  Gabor Shoes AG, Jahresabschluss zum Geschäftsjahr vom 1. Januar 2021 zum 31. Dezember 2021, veröffentlicht im Bundesanzeiger.
2. 1 2 3  Auch für Damen gibt es künftig eine Camel-Kollektion. In: Frankfurter Allgemeine Zeitung, Nr. 171, S. 28. 26. Juli 2000.
3. 1 2 3 4  Mario Brück: Ich muss Schuhe riechen. In: Wirtschaftswoche, Nr. 15, S. 43. 6. April 2009.
4. 1 2 3 4  Deutsche Schuhe aus Villach, Silveiros und Trofa. In: Frankfurter Allgemeine Zeitung, Nr. 249, S. 31. 25. Oktober 1996.
5. 1 2 3 4 5  Annette Switala: Joachim Gabor verstorben. In: Ostechnik. 10. April 2013, abgerufen am 28. Februar 2024 (deutsch).
6. ↑  Eva Gariel: Gabor: Zweites Werk in Slowakei geplant. In den zwei Kärntner Fabriken wird mit neuer Technologie rationalisiert. In: Wirtschaftsblatt, Nr. 441, S. 6. 8. August 1997.
7. 1 2  Gabor-Gründer mit 84 Jahren verstorben. In: Kleine Zeitung, S. 29. 12. April 2013.
8. 1 2 3 4  Ursula Kals: „Wir machen eine Weltkollektion“. In: Frankfurter Allgemeine Zeitung, Nr. 174, S. 21. 30. Juli 2018.
9. 1 2  Claus Gorgs: Gabor – Pumps aus der Provinz. In: Wirtschaftswoche, Nr. 16, S. 138. 13. April 2000.
10. ↑  Gabor setzt auf das Auslandsgeschäft. In: Frankfurter Allgemeine Zeitung, Nr. 218, S. 28. 18. September 1996.
11. 1 2  Gabor-Personalstand sank seit zwölf Jahren laufend. In: Neue Kärntner Tageszeitung, S. 22. 17. März 2010.
12. ↑  Schuhhersteller Gabor jetzt Aktiengesellschaft. In: Frankfurter Allgemeine Zeitung, Nr. 297, S. 19. 22. Dezember 1994.
13. 1 2  Gabor feiert Premiere mit Herrenschuhen. In: Süddeutsche Zeitung, S. 35. 14. März 1998.
14. ↑  Gabor will auch Herrenschuhe anbieten. In: Frankfurter Allgemeine Zeitung, Nr. 64, S. 23. 17. März 1998.
15. ↑  Gabor kauft internationale Camel-Schuh-Lizenz. In: Frankfurter Allgemeine Zeitung, Nr. 121, S. 24. 25. Mai 2000.
16. 1 2  Sohn des Firmengründers rückt bei Gabor Shoes auf. In: Handelsblatt, Nr. 126, S. 20. 4. Juli 2002.
17. ↑  Elisabeth Dostert: Gabor erwartet Konsolidierung. In: Süddeutsche Zeitung, S. 21. 17. März 2005.
18. ↑  Namen und Nachrichten. In: Frankfurter Allgemeine Zeitung, Nr. 152, S. 17. 4. Juli 2002.
19. ↑  Petra Steinke: Trauer um Joachim Gabor. In: Schuhkurier. 8. April 2013, abgerufen am 15. März 2024 (deutsch).
20. ↑  JOM plant für neue Gabor-Schuhmarke Snipe. In: W&V Online-Magazin. 20. April 2010.
21. ↑  Gabor kauft Markenrechte an Snipe. In: TextilWirtschaft, S. 42. 12. März 2009.
22. 1 2  Hans-Joachim Schlobach: Logistikzentrum – Gabor macht Schuhen richtig Beine. blogistic.net, 5. August 2019, abgerufen am 15. März 2024 (deutsch).
23. 1 2  Nina Kallmeier: „Sneaker spielen eine große Rolle“. In: Der Prignitzer, S. 15. 5. April 2018.
24. 1 2  Launch: Gabor startet mit Männerschuhen. In: TextilWirtschaft. 13. August 2019.
25. ↑  Hamm Market Solutions wird neuer Partner: Gabor muss Camel active-Schuhlizenz abgeben. In: TextilWirtschaft. 29. April 2019.
26. ↑  Neuer CEO für Gabor Shoes. In: Österreichische Textilzeitung, Nr. 8, S. 42. 16. August 2023.
27. ↑  Von Sneakerheads und Comebacks. In: TextilWirtschaft, Nr. 6, S. 5. 9. Februar 2023.
28. ↑  Georg Kamnakis: Die beliebtesten Marken auf schuhe.de. In: Shoez. 2. Februar 2023, abgerufen am 15. März 2024 (deutsch).
29. ↑  Stefan Beyer: Die Schuhversteher aus Rosenheim. In: Welt am Sonntag, Jg. 58, Nr. 3, S. 89. 16. Januar 2005.
30. ↑  Gabor-Schuhe leidet unter Konsumschwäche. In: Frankfurter Allgemeine Zeitung, Nr. 22, S. 16. 26. Januar 2002.
31. ↑  Schuhflächen: Gabor präsentiert neues Shop-Konzept. In: TextilWirtschaft. 24. Juli 2018.
32. ↑  Unternehmen: Stiftung Familienunternehmen zeichnet Gabor aus. In: TextilWirtschaft. 27. September 2016.
33. ↑  Rüdiger Oberschür: Gabor als beste Schuhmarke Englands ausgezeichnet. In: Fashion Network. 13. Juni 2018, abgerufen am 28. Februar 2024.
34. ↑  Exzellente Nachhaltigkeit. In: Frankfurter Allgemeine Zeitung. Abgerufen am 28. Februar 2024.
35. ↑  Exzellente Nachhaltigkeit. Berichtsband zur Studie des F.A.Z-Instituts. Abgerufen am 28. Februar 2024.
36. 1 2 3  Gabor als innovativster Schuhhersteller bewertet. In: Österreichische Textilzeitung, Nr. 02, S. 34. 19. August 2020.
37. ↑  Gabor gewinnt zwei Nachhaltigkeits-Awards. In: Shoez. 19. Mai 2021, abgerufen am 28. Februar 2024 (deutsch).
38. ↑  Petra Steinke: Gabor: Auszeichnung für Nachhaltigkeit. In: Schuhkurier. 21. März 2022, abgerufen am 28. Februar 2024 (deutsch).
39. ↑  Gabor Shoes AG (Rosenheim): Umsatz, Mitarbeiterzahl. In: Die Deutsche Wirtschaft. Abgerufen am 28. Februar 2024 (deutsch).